# Munich (Grenada)
Munich ist eine Siedlung im Parish Saint Andrew im Osten von Grenada.

## Geographie
Die Siedlung liegt auf ca. 200 m Höhe im Hinterland von Mount Carmel.
Beim Ort entspringt der Little River of Great Bacolet. Im Ort befindet sich die Grenada United Pentecostal Church Munich.

## Klima
Das Klima ist tropisch heiß.